# ミニパンシリーズ

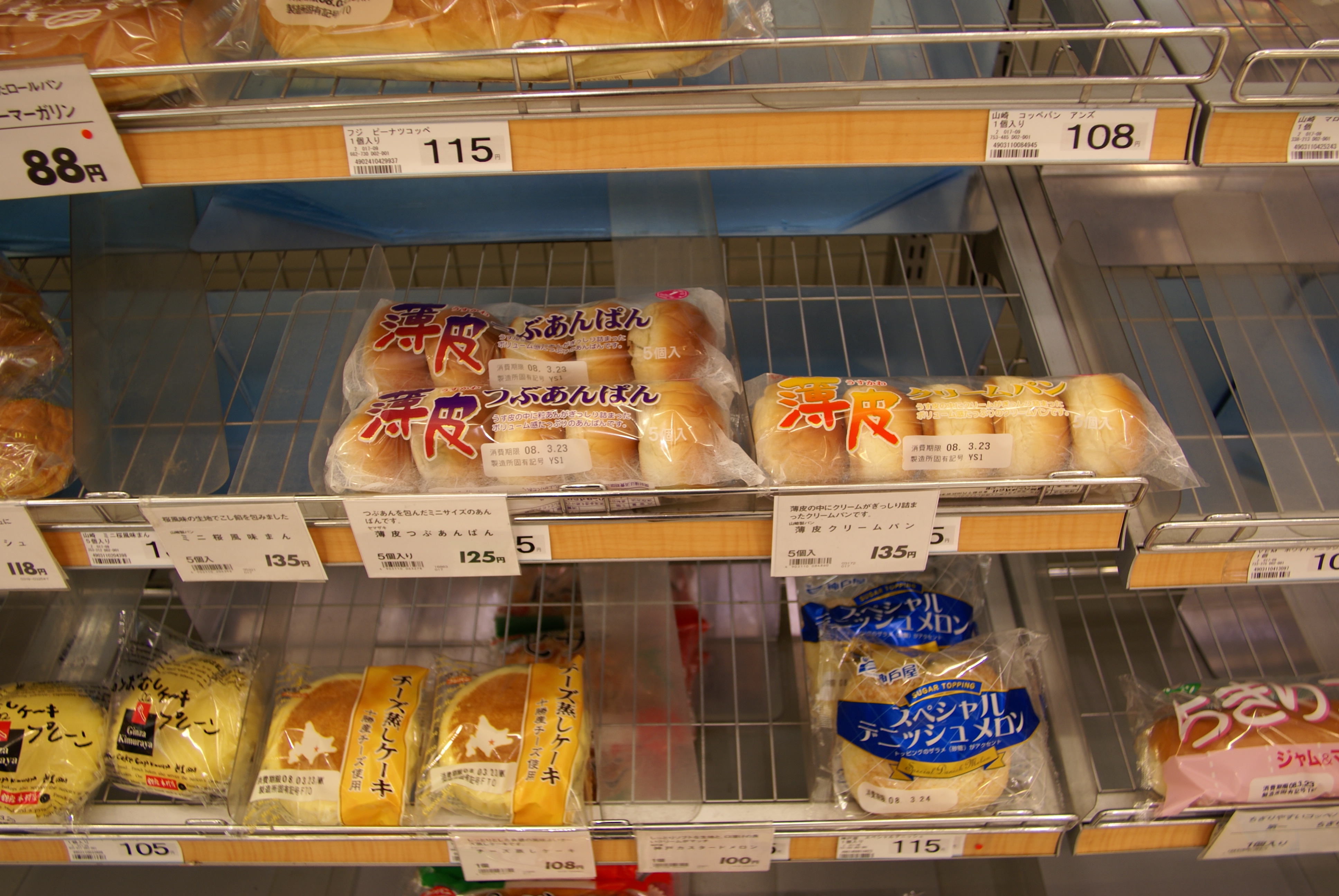
薄皮つぶあんぱんと薄皮クリームパン（段の中央の商品）

ミニパンシリーズは、山崎製パンが販売している菓子パンのブランド名である。

## 概要
小振りの菓子パン5個を1パックとした商品である。シリーズは、「薄皮」タイプと「ふたつのおいしさ」タイプが存在するほか、期間限定商品も販売されることもある。
「薄皮」は、2001年9月より販売されており、つぶあん、クリーム、チョコパンなどがある。和菓子の薄皮まんじゅうから発想を得て開発された。
このシリーズは日本のスポーツ自転車愛好家の間で補給食として人気がある。つぶあんぱんの中のあんこが小豆なため、タンパク質が豊富で低脂肪かつ糖分も含まれていることから、走行途中で消費されるエネルギーの補給に最適であるとされる。
2022年12月に「薄皮」タイプ計7種の内容量について、原材料の高騰を理由に2023年1月出荷分より5個から4個へ変更するほか、パン生地の改良、中身の増量を予定していると発表した。

## 製品リスト
- 薄皮つぶあんぱん
- 薄皮クリームパン
- 薄皮白あんぱん
- 薄皮ピーナッツパン
- 薄皮チョコパン
- 薄皮うぐいすあんぱん
- 薄皮よもぎあんぱん
- 薄皮黒糖入り白あんぱん
- 薄皮黒糖入り栗粒あんぱん
- 薄皮十二穀入りつぶあんぱん
- 薄皮黒糖入りミルクパン
- 薄皮豆乳クリームパン
- 薄皮バナナクリームパン
- 薄皮チョコバナナクリームパン
- 薄皮カフェオレクリームパン
- 薄皮キャラメルクリームパン
- 薄皮こしあんぱん
- 薄皮ミルクパン
- 薄皮桜あんぱん
- 薄皮よもぎ粒あんぱん
- 薄皮宇治抹茶あんぱん
- 薄皮鳴門金時芋あんぱん
- 薄皮白桃ジャムパン

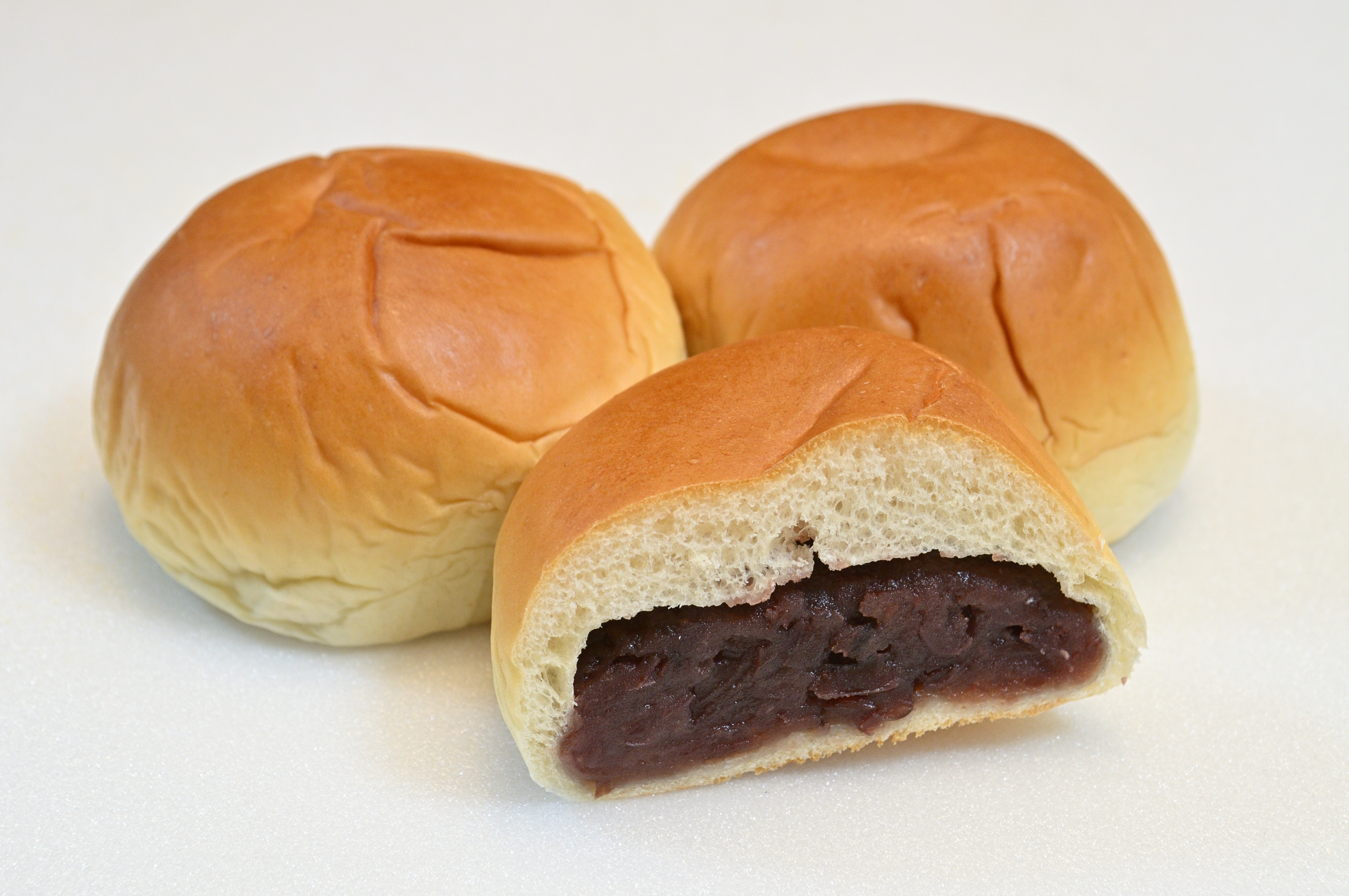
薄皮ミニパンシリーズの薄皮つぶあんぱん

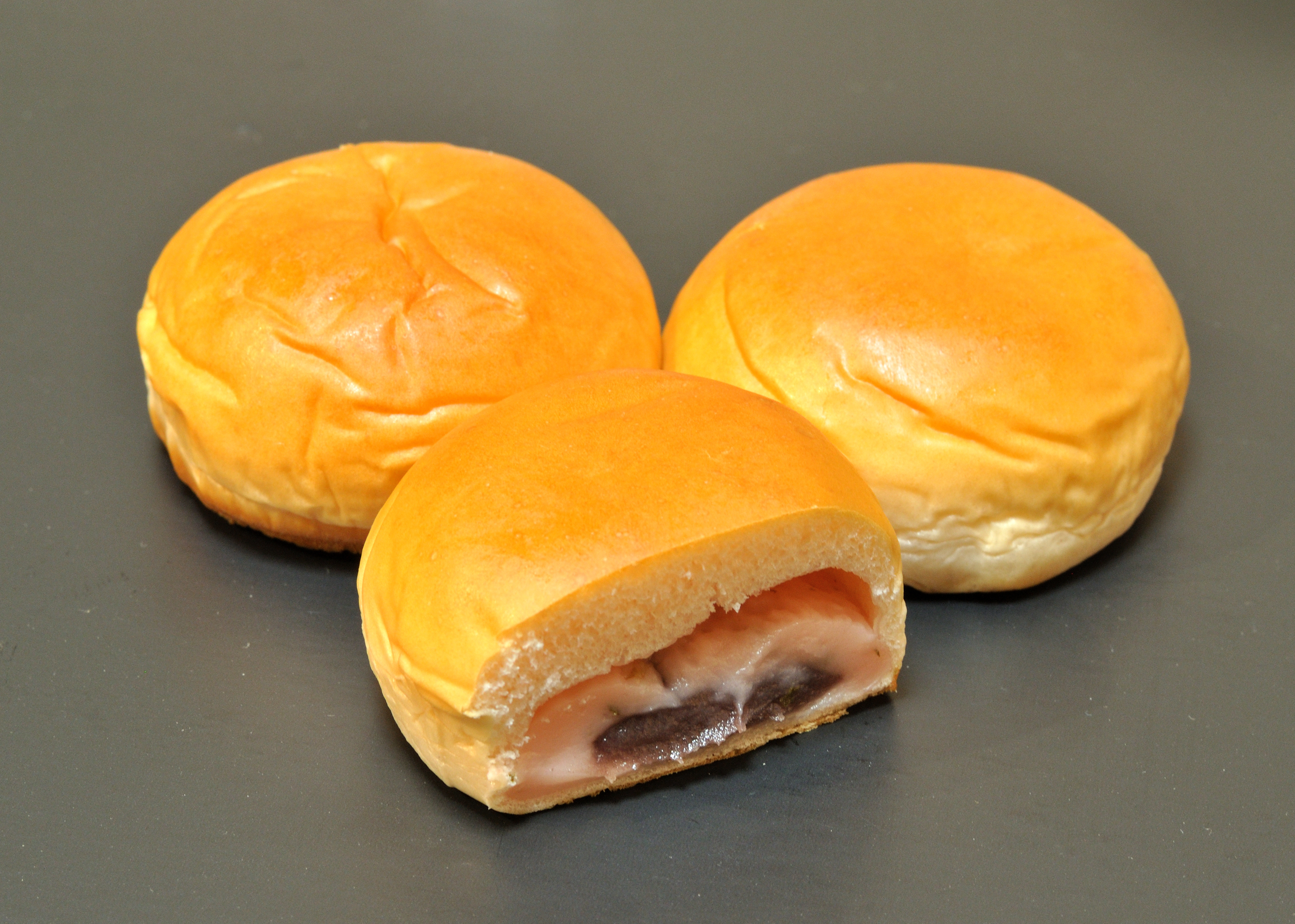
桜風味クリーム&こしあんぱん

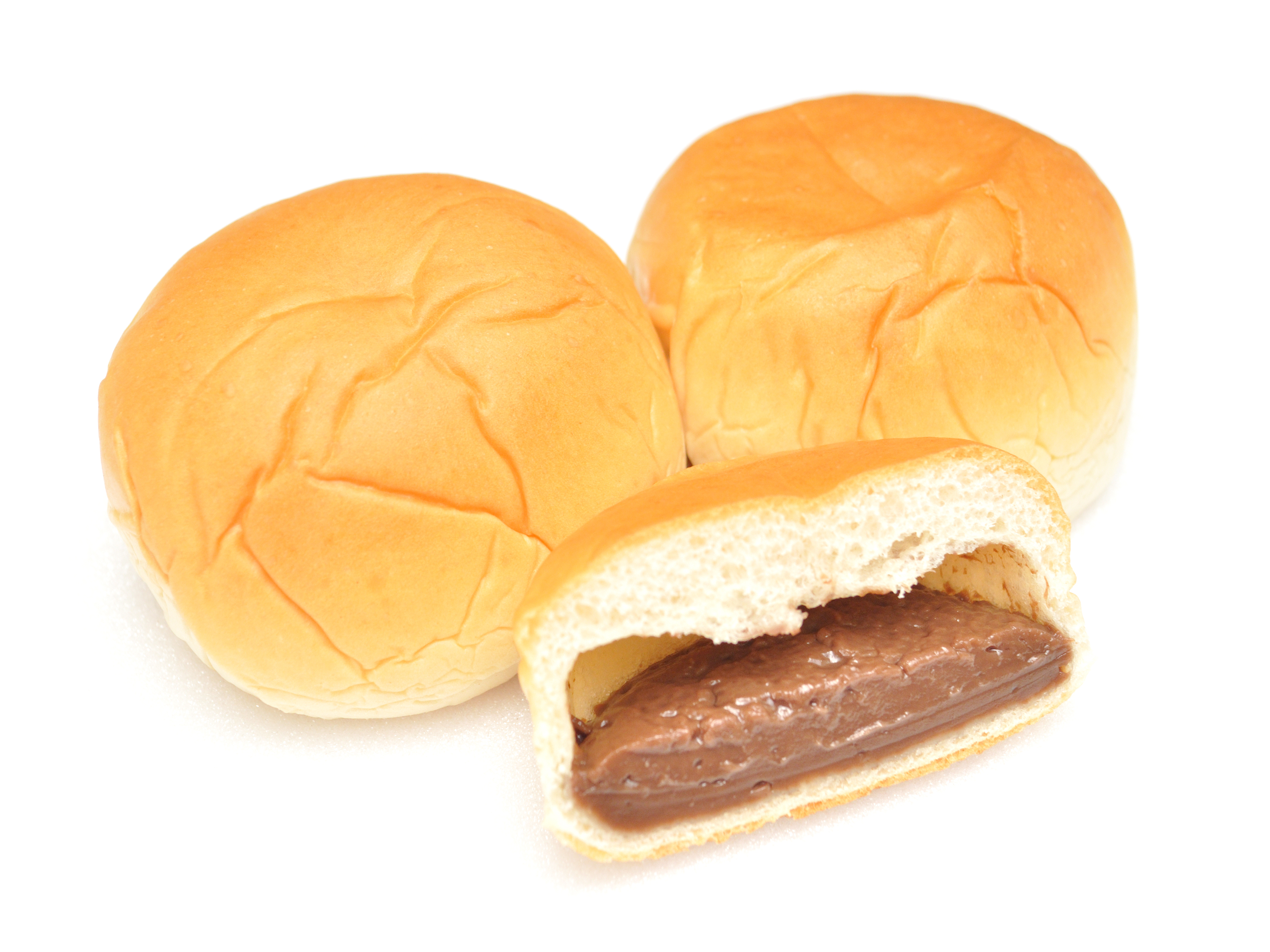
薄皮ミニパンシリーズのチョコパン

- 薄皮女峰イチゴジャムパン（女峰イチゴ12％使用）
- 薄皮レアチーズクリームパン
- 白桃ジャムカスタード
- リンゴ&カスタード（津軽産リンゴ使用）
- 粒あん&ミルク（北海道産小豆・牛乳使用）
- 女峰イチゴ&練乳クリーム
- チョコ&バナナクリーム
- ブルーベリージャム&ヨーグルト風味
- 巨峰&クリーム
- 渋皮マロン&カスタード
- パイ風ミニ粒あんパン4個
- パイ風ミニクリームパン4個
- 桜風味クリーム&こしあんぱん4個
- 沖縄黒糖入り栗つぶあんぱん（期間限定）